# Pityusina
Pityusina es un género de foraminífero bentónico de la subfamilia Ataxophragmiinae, de la familia Ataxophragmiidae, de la superfamilia Ataxophragmioidea, del suborden Ataxophragmiina y del orden Loftusiida. Su especie tipo es Pityusina conica. Su rango cronoestratigráfico abarca desde el Hauteriviense hasta el Barremiense (Cretácico inferior).

## Discusión
Clasificaciones previas incluían Pityusina en el suborden Textulariina del orden Textulariida o en el orden Lituolida.

## Clasificación
Pityusina incluye a las siguientes especies:
- Pityusina conica